# EEPROM
Az EEPROM a ROM (csak olvasható memória) egy speciális változata, mely elektromos úton törölhető, majd újraírható. 
Az EEPROM (illetve stilizáltan E2PROM) az angol electrically erasable programmable read-only memory kifejezés rövidítése, amelynek jelentése „elektromosan törölhető, programozható, csak olvasható memória”.
Történeti és technológiai sorrendben először a ROM, később az EPROM, majd az EEPROM volt használatos. Használati körük általában az olyan ritkán változó adatok, mint a BIOS-ok és egyéb Firmware-ek nem változó részeinek tárolása. Nem keverendő a CMOS RAM-mal, mely PC esetén az RTC (Real Time Clock) nevű áramkörrel közösen pár száz byte-nyi memóriát tartalmaz, ami a CMOS technológiának hála (nevezetesen: kis fogyasztás) kis akkumulátorral is sokáig megtartja az információt. Itt tárolódnak azok a beállítások amit a BIOS-ban eszközölni lehet, pl a merevlemez típusa.